# Komety pasa głównego
Komety pasa planetoid (ang. main-belt comets, MBC) – nowo rozpoznana grupa ciał w Układzie Słonecznym. Komety tego typu nie pochodzą od jednego wspólnego przodka. Często są również zaliczane do grupy planetoid lub do szerszej grupy komet typu Enckego.
Do tej grupy komet obecnie zalicza się 13 obiektów. Są to: 133P/Elst-Pizarro, 176P/LINEAR, 238P/Read, 259P/Garradd, 288P/2006 VW139, 311P/PanSTARRS, 313P/Gibbs, 324P/La Sagra, P/2012 T1 PanSTARRS, P/2013 R3 Catalina-PANSTARRS, P/2015 X6 PanSTARRS, (62412) 2000 SY178, P/2016 A7 PanSTARRS.